# Balkbrug
Balkbrug (baix saxó: De Balk) és un poble del municipi de Hardenberg a la província d'Overijssel, al centre-est dels Països Baixos. El 2021 tenia 3.980 habitants. El nom Balkbrug significa "pont de la biga" i és degut al fet que antigament s'hi posava una biga al canal Dedemsvaart per evitar que hi passessin embarcacions grans.